# Storflotjärnen (Gåxsjö socken, Jämtland)
Storflotjärnen är en sjö i Strömsunds kommun i Jämtland och ingår i Indalsälvens huvudavrinningsområde.